# Conrad Sewell

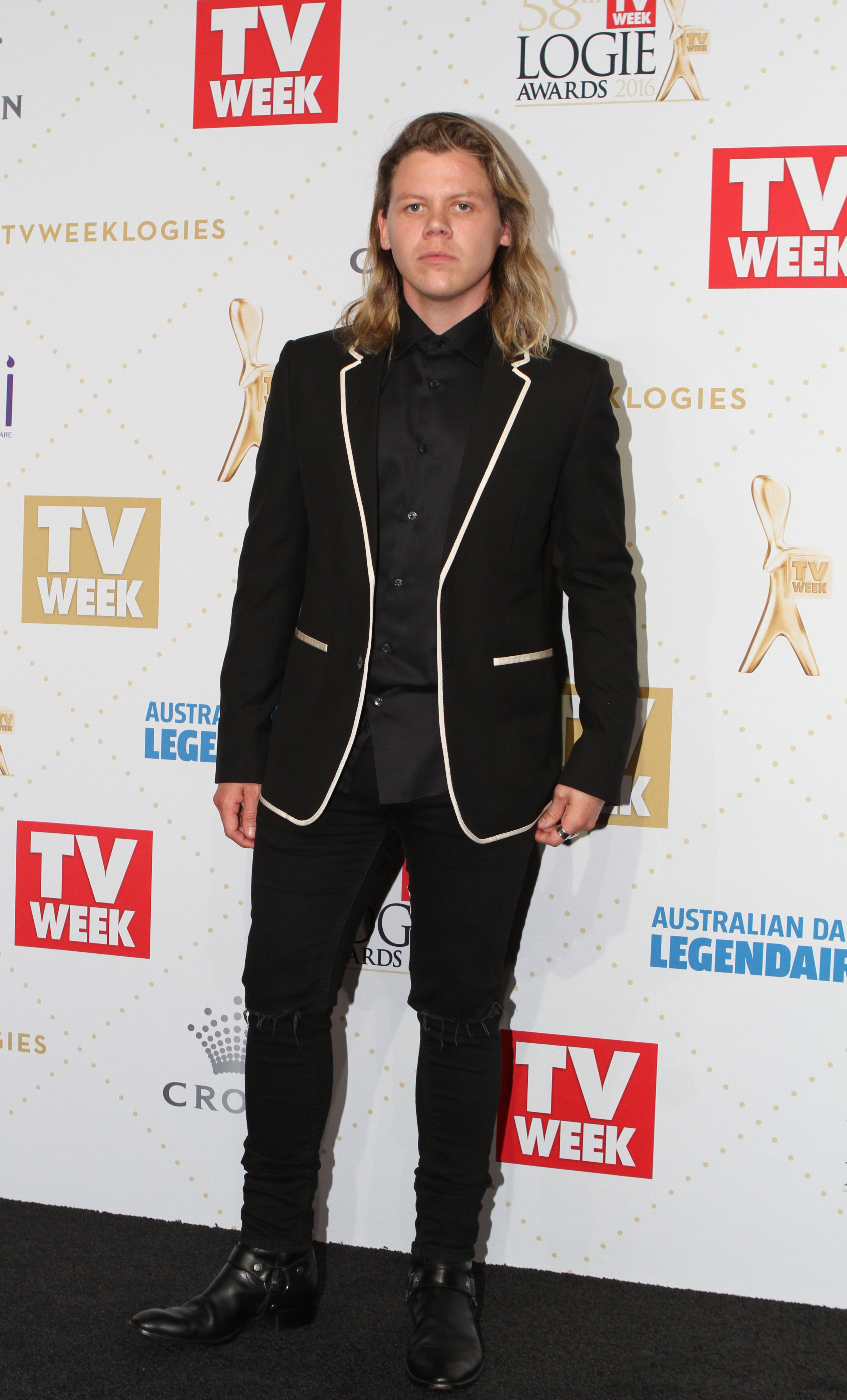
Conrad Sewell (2016)

Conrad Ignatius Mario Maximilian Sewell (* 31. März 1988 in Brisbane) ist ein britisch-australischer Popsänger. Bekannt wurde Sewell in Europa vor allem durch seinen Gesang in Kygos Single Firestone und dem Coca-Cola-Werbesong Taste The Feeling, produziert vom schwedischen DJ Avicii. In seiner Heimat Australien landete Sewells zweite Single Start Again an der Spitze der Charts. Für diesen Song bekam er im November 2015 den Aria Music Award in der Kategorie Song of the Year, in den weiteren Kategorien Breakthrough Artist und Best Pop Release war er für einen Award nominiert.

## Leben und Anfänge
Sewells Vater ist Brite. Deshalb wuchs er bis zu seinem zehnten Lebensjahr abwechselnd in Brisbane und im britischen Bristol auf. Da schon seine Großeltern Musiker waren, kam er sehr früh zur Musik und versendete im Alter von acht Jahren erste Demotapes. Auch Sewells Schwester Grace ist eine in Australien bekannte Popsängerin.
Im Jahr 2004 scheiterte Sewell in der Vorrunde bei Australien Idol.
2007 gründete er mit seinem Freund Matt Copley ein Akustik-Duo, aus der sich später die Rockband Sons of Midnight formte.

## Karriere
2014 schrieb er Kygos Hit Firestone. Der Song landete in mehreren Ländern unter den Top 5. Seine Debütsingle Hold Me Up wurde von Brian Lee, The Euroz und Louis Bell geschrieben und produziert.
2015 war er unter anderem mit Ed Sheeran und Maroon 5 als Supportact auf Tour. Im November desselben Jahres erschien seine EP All I Know.

## Diskografie

### Studioalben
| Jahr | Titel | Höchstplatzierung, Gesamtwochen, AuszeichnungChartsChartplatzierungen (Jahr, Titel, Platzierungen, Wochen, Auszeichnungen, Anmerkungen) | Anmerkungen                        |
| Jahr | Titel | AU | Anmerkungen                        |
| ---- | ----- | --- | ---------------------------------- |
| 2019 | Life  | AU1 (11 Wo.)AU | Erstveröffentlichung: 17. Mai 2019 |

### EPs
| Jahr | Titel      | Höchstplatzierung, Gesamtwochen, AuszeichnungChartsChartplatzierungen (Jahr, Titel, Platzierungen, Wochen, Auszeichnungen, Anmerkungen) | Anmerkungen                             |
| Jahr | Titel      | AU | Anmerkungen                             |
| ---- | ---------- | --- | --------------------------------------- |
| 2015 | All I Know | AU9 (5 Wo.)AU | Erstveröffentlichung: 13. November 2015 |

### Singles
| Jahr | Titel Album       | Höchstplatzierung, Gesamtwochen, AuszeichnungChartplatzierungen (Jahr, Titel, Album, Platzierungen, Wochen, Auszeichnungen, Anmerkungen) | Höchstplatzierung, Gesamtwochen, AuszeichnungChartplatzierungen (Jahr, Titel, Album, Platzierungen, Wochen, Auszeichnungen, Anmerkungen) | Höchstplatzierung, Gesamtwochen, AuszeichnungChartplatzierungen (Jahr, Titel, Album, Platzierungen, Wochen, Auszeichnungen, Anmerkungen) | Anmerkungen                                    |
| Jahr | Titel Album       | DE | AT | AU | Anmerkungen                                    |
| ---- | ----------------- | --- | --- | --- | ---------------------------------------------- |
| 2015 | Hold Me Up        | — | — | AU39 (4 Wo.)AU | Erstveröffentlichung: 3. März 2015             |
| 2015 | Start Again       | — | — | AU1 Platin · (13 Wo.)AU | Erstveröffentlichung: 10. März 2015            |
| 2015 | Who You Lovin     | — | — | AU17 Gold · (10 Wo.)AU | Erstveröffentlichung: 6. Oktober 2015          |
| 2016 | Remind Me         | — | — | AU22 Gold · (6 Wo.)AU | Erstveröffentlichung: 5. Februar 2016          |
| 2016 | Taste the Feeling | DE53 (13 Wo.)DE | AT17 (15 Wo.)AT | — | Erstveröffentlichung: 11. März 2016 vs. Avicii |
| 2018 | Healing Hands     | — | — | AU7 ×3Dreifachplatin · (19 Wo.)AU | Erstveröffentlichung: 18. Mai 2018             |

Weitere Singles
- 2019: Changing (AU: Gold)

### Als Gastsänger
| Jahr | Titel Album          | Höchstplatzierung, Gesamtwochen, AuszeichnungChartplatzierungen (Jahr, Titel, Album, Platzierungen, Wochen, Auszeichnungen, Anmerkungen) | Höchstplatzierung, Gesamtwochen, AuszeichnungChartplatzierungen (Jahr, Titel, Album, Platzierungen, Wochen, Auszeichnungen, Anmerkungen) | Höchstplatzierung, Gesamtwochen, AuszeichnungChartplatzierungen (Jahr, Titel, Album, Platzierungen, Wochen, Auszeichnungen, Anmerkungen) | Höchstplatzierung, Gesamtwochen, AuszeichnungChartplatzierungen (Jahr, Titel, Album, Platzierungen, Wochen, Auszeichnungen, Anmerkungen) | Höchstplatzierung, Gesamtwochen, AuszeichnungChartplatzierungen (Jahr, Titel, Album, Platzierungen, Wochen, Auszeichnungen, Anmerkungen) | Höchstplatzierung, Gesamtwochen, AuszeichnungChartplatzierungen (Jahr, Titel, Album, Platzierungen, Wochen, Auszeichnungen, Anmerkungen) | Anmerkungen                                     |
| Jahr | Titel Album          | DE | AT | CH | UK | US | AU | Anmerkungen                                     |
| ---- | -------------------- | --- | --- | --- | --- | --- | --- | ----------------------------------------------- |
| 2014 | Firestone Cloud Nine | DE3 ×2Doppelplatin · (57 Wo.)DE | AT5 Gold · (36 Wo.)AT | CH4 ×3Dreifachplatin · (49 Wo.)CH | UK8 ×3Dreifachplatin · (55 Wo.)UK | US92 Platin · (1 Wo.)US | AU10 ×4Vierfachplatin · (19 Wo.)AU | Erstveröffentlichung: 2. Dezember 2014 mit Kygo |

Weitere Gastbeiträge
- 2015: Little Love (mit Kilian & Jo & Sons of Midnight)
- 2015: Braver Love (mit Arty)
- 2017: Secrets (mit CID)
- 2018: Sex, Love & Water (mit Armin van Buuren)
- 2019: Who Am I (mit Enzo Ingrosso)